# 1666 ван Гент
1666 ван Гент (1666 van Gent) — астероїд головного поясу, відкритий 22 липня 1930 року.
Тіссеранів параметр щодо Юпітера — 3,654.
Названо на честь нідерландського астронома Гендріка ван Гента (нід. Hendrik van Gent, 1900 — 1947).